# Meltdown (песня)
«Meltdown» — песня бельгийского исполнителя Stromae, записанная при участии новозеландской певицы Lorde, рэперов Pusha T и Q-Tip и американской поп-рок группы Haim, вошедшая в альбом-саундтрек The Hunger Games: Mockingjay, Part 1 – Original Motion Picture Soundtrack фильма Голодные игры: Сойка-пересмешница. Часть 1.
«Meltdown» стала шестнадцатым по счёту синглом Stromae. Сингл вышел в продажу 17 ноября 2014 года в формате цифровой дистрибуции одновременно с другим синглом из этого же саундтрека — песней «All My Love», исполненной Major Lazer и Арианой Гранде.
В рецензии журнала NME песня названа взрывным элетро-стомпом, в качестве недостатка песни автор называет слишком малое присутствие группы Haim, которую слышно только на бэк-вокале.

## Список композиций
Цифровой сингл
- «Meltdown» (4:02)

## Позиции в чартах
| Чарт (2014-15)                 | Наивысшая позиция |
| ------------------------------ | ----------------- |
| Бельгия/Фландрия (Ultratop 50) | 7                 |
| Бельгия/Валлония (Ultratop 50) | 5                 |
| Франция (SNEP)                 | 107               |